# Clitoria guianensis
Clitoria guianensis é uma planta do gênero Clitoria, nativa do Brasil , porém não endêmica.
Seu nome popular é espelina-falsa, é uma planta com uso litúrgico no candomblé sob o nome de àfón, para Obaluayê e Nanã.